# ほっとスタジオSBC
『ほっとスタジオSBC』（ほっとスタジオエスビーシー）は、1994年4月4日から2001年3月30日まで信越放送（SBCテレビ）で平日夕方に生放送されていた夕方ワイド番組である。

## 概要
SBCは長年、平日16時台にはテレビ東京製作の『レディス4』を16:45までの飛び降りで系列外ネットし、16:45 - 17:00までは生活情報を扱ったミニ番組『ふれあいライフ』を放送、そして17時台にはドラマの再放送枠『アンコールアワー』を編成というパターンを続けてきたが、日本各地のローカル局が夕方ワイド番組を立ち上げているのを受けてこの流れに追従。長野県では初参入となる夕方ワイド番組を開始することになった。
番組開始当時のタイトルは『ほっとスタジオSBC通り』（ほっとスタジオエスビーシーどおり）で、これは当時のSBCの本社社屋（長野市吉田、2006年9月4日に長野市問御所町に社屋移転）に面する通りの名称がSBC通りであることに由来している。
番組は、生活情報・ニュース・天気予報を始めとして、中継コーナー、視聴者参加型のクイズコーナーやカラオケコーナー、平安堂などの協力によるCD・本・映画関連のエンタメ情報コーナー、コメンテーターを務める信濃毎日新聞編集委員による本紙注目記事の解説、編集委員による体験リポートなど、硬軟織り交ぜた内容で放送されていた。当時の在長局はドラマの再放送やアニメ枠に充てていた時間帯であったこともあり、情報を求める視聴者層からは高い支持を受けていた。
番組はその後、1998年4月に『ほっとスタジオSBC通り』から『ほっとスタジオSBC』に改題。改題当時は、SBCラジオの数々のワイド番組でパーソナリティを務めた坂橋克明（当時SBCアナウンサー）と若手の中澤佳子（SBCアナウンサー）が司会を務めており、番組も全盛期を迎えていた。
坂橋・中澤降板後の1999年4月からは、同年1月に南日本放送から地元長野へUターン移籍した丸山隆之（SBCアナウンサー）とSBCに入社したばかりの久保田祥江（当時SBCアナウンサー）が司会を担当。「信州って、素晴らしい」の番組新キャッチコピーのもと、丸山が毎週長野県内各地の町や村へ出向き、そこから全編生中継を行う新コーナー「丸山隆之の見なきゃチョーそん！」をスタートさせるなどのリニューアルを図ったが、結果として視聴率は落ち込み、番組は2001年3月に7年間の放送に終止符を打った。後番組は『Uパレード』。

## 放送時間
- 月曜 - 金曜 16:45 - 18:00 （1994年4月4日 - 1997年11月28日）
- 月曜 - 金曜 17:15 - 18:00 （1997年12月1日 - 1998年3月27日）
- 月曜 - 金曜 16:45 - 18:00 （1998年3月30日 - 2000年3月31日）
- 月曜 - 金曜 16:45 - 17:54 （2000年4月3日 - 2001年3月30日）
  - 1997年12月から1998年3月までは長野オリンピックと長野パラリンピックの開催に伴い、SBCで期間限定の生番組『オリンピック夢パーク』と『パラリンピック夢パーク』が16:45 - 17:15に放送されたことから放送時間が短縮された。
  - 2000年4月からは、『JNNニュースの森』の放送開始時刻繰り上げを受けて放送時間が短縮された。

## 出演者
司会は、SBCのアナウンサーたちが男女それぞれ1名ずつの組み合わせで務めていた。コメンテーターは、長野県最大の地方紙でSBCの筆頭株主でもある信濃毎日新聞の編集委員が務めていた。

### 男性司会
- 久保山国幸（当時SBCアナウンサー、1994年4月 - 1994年9月）
- 舩戸導洋（当時SBCアナウンサー、1994年10月 - 1998年3月）
- 坂橋克明（当時SBCアナウンサー、1998年4月 - 1999年3月）[1]
- 丸山隆之（当時SBCアナウンサー、1999年4月 - 2001年3月）

### 女性司会
- 藤森さつき（当時SBCアナウンサー、1994年4月 - 1995年9月）
- 佐々木理恵（当時SBCアナウンサー、1995年10月 - 1996年6月）
- 中澤佳子（SBCアナウンサー、1996年7月 - 1999年3月）[1]
- 久保田祥江（当時SBCアナウンサー、1999年4月 - 2001年3月）

### コメンテーター
- 高越良一（1994年4月 - 1996年3月）
- 水越渉（1996年4月 - 1998年3月） - 番組の放送時間が短縮されていた1997年12月から1998年3月までは、コメンテーターの出演そのものが無かった。ゆえに、水越の実質的な出演は1997年11月までだった。
- 増田正昭（1998年4月 - 2001年3月）[1]

## 備考
現在平日に放送されているミニ番組『HOT情報』は、もともとはこの『ほっとスタジオSBC』内で放送されていたもので、番組タイトルはその名残である。